# Campeonato Europeu de Ciclismo em Estrada de 2016
O Campeonato Europeu de Ciclismo em Estrada realizou-se em Plumelec (França) entre 14 e 18 de setembro de 2016, baixo a organização da União Europeia de Ciclismo (UEC) e a Federação Francesa de Ciclismo.
O campeonato constou de carreiras nas especialidades de contrarrelógio e de rota, nas divisões elite masculino, elite feminino e masculino sub-23. Ao todo outorgaram-se seis títulos de campeão europeu.

## Programa
| Dia   | Evento                          | Trajecto                                  | Distancia (km) | Ganhador                                |
| ----- | ------------------------------- | ----------------------------------------- | -------------- | --------------------------------------- |
| 14.09 | Contrarrelógio sub-23 masculina | Josselin–Plumelec                         | 25,4           | Lennard Kämna · ( Alemanha)             |
| 15.09 | Contrarrelógio feminina         | Josselin–Plumelec                         | 25,4           | Ellen van Dijk · ( Países Baixos)       |
| 15.09 | Contrarrelógio masculina        | Josselin–Plumelec                         | 45,5           | Jonathan Castroviejo · ( Espanha)       |
| 17.09 | Estrada sub-23 masculina        | Plumelec–Plumelec (11 voltas ao circuito) | 150,7          | Alexandr Riabushenko · ( Bielorrússia)  |
| 17.09 | Estrada feminina                | Plumelec–Plumelec (8 voltas ao circuito)  | 109,6          | Anna van der Breggen · ( Países Baixos) |
| 18.09 | Estrada masculina               | Plumelec–Plumelec (17 voltas ao circuito) | 232,9          | Peter Sagan · ( Eslováquia)             |

## Resultados

### Masculino
- Contrarrelógio individual

| Posto  | Ciclista             | País    | Tempo    |
| ------ | -------------------- | ------- | -------- |
| Ouro   | Jonathan Castroviejo | Espanha | 58:13,99 |
| Prata  | Victor Campenaerts   | Bélgica | 58:43,43 |
| Bronze | Moreno Moser         | Itália  | 58:52,93 |

- Estrada

| Posto  | Ciclista           | País       | Tempo   |
| ------ | ------------------ | ---------- | ------- |
| Ouro   | Peter Sagan        | Eslováquia | 5:34:23 |
| Prata  | Julian Alaphilippe | França     | 5:34:23 |
| Bronze | Daniel Moreno      | Espanha    | 5:34:23 |

### Feminino
- Contrarrelógio individual

| Posto  | Ciclista             | País          | Tempo    |
| ------ | -------------------- | ------------- | -------- |
| Ouro   | Ellen van Dijk       | Países Baixos | 36:41,07 |
| Prata  | Anna van der Breggen | Países Baixos | 36:59,47 |
| Bronze | Olga Zabelinskaya    | Rússia        | 37:04,46 |

- Estrada

| Posto  | Ciclista             | País          | Tempo   |
| ------ | -------------------- | ------------- | ------- |
| Ouro   | Anna van der Breggen | Países Baixos | 2:55:55 |
| Prata  | Katarzyna Niewiadoma | Polónia       | 2:55:55 |
| Bronze | Elisa Longo Borghini | Itália        | 2:55:55 |

### Masculino sub-23
- Contrarrelógio individual

| Posto  | Ciclista      | País     | Tempo    |
| ------ | ------------- | -------- | -------- |
| Ouro   | Lennard Kämna | Alemanha | 33:59,87 |
| Prata  | Filippo Ganna | Itália   | 34:29,58 |
| Bronze | Rémi Cavagna  | França   | 34:34,18 |

- Estrada

| Posto  | Ciclista             | País         | Tempo   |
| ------ | -------------------- | ------------ | ------- |
| Ouro   | Alexandr Riabushenko | Bielorrússia | 3:32:43 |
| Prata  | Bjorg Lambrecht      | Bélgica      | 3:32:43 |
| Bronze | Andrea Vendrame      | Itália       | 3:32:43 |

## Medalheiro
| Ordem | País          | Medalha de ouro | Medalha de prata | Medalha de bronze | Total |
| ----- | ------------- | --------------- | ---------------- | ----------------- | ----- |
| 1     | Países Baixos | 2               | 1                | 0                 | 3     |
| 2     | Espanha       | 1               | 0                | 1                 | 2     |
| 3     | Alemanha      | 1               | 0                | 0                 | 1     |
| 3     | Bielorrússia  | 1               | 0                | 0                 | 1     |
| 3     | Eslováquia    | 1               | 0                | 0                 | 1     |
| 6     | Bélgica       | 0               | 2                | 0                 | 2     |
| 7     | Itália        | 0               | 1                | 3                 | 4     |
| 8     | França        | 0               | 1                | 1                 | 2     |
| 9     | Polónia       | 0               | 1                | 0                 | 1     |
| 10    | Rússia        | 0               | 0                | 1                 | 1     |
|       | TOTAL         | 6               | 6                | 6                 | 18    |